# The Goon (fumetto)
The Goon è una serie a fumetti scritta e disegnata da Eric Powell. 
L'opera è permeata da un'atmosfera che mischia comicità e violenza e che tende in maniera preponderante verso il paranormale: diverse storie, infatti, vedono coinvolte creature come zombie, fantasmi, divoratori di carogne, mutanti, scimmioni-puzzoni con un innaturale appetito per le torte di mirtilli, calamari giganti, bande di malavitosi, scienziati pazzi, alieni extra-dimensionali, robot e molto altro ancora.

## Pubblicazioni
The Goon debutta sulla rivista statunitense Dreamwalker #0 nel marzo 1999 pubblicata dalla Avatar Press in un'anteprima di quattro pagine: tale anteprima è stata poi stampata in The Goon #1 dove si vede per la prima volta il personaggio principale.
Powell, tuttavia, era scontento della qualità di pubblicazioni della Avatar Press e dopo sole tre uscite smise di produrre nuovo materiale, attendendo fino al termine del suo contratto. A quel punto, non essendo in grado di trovare qualcuno che pubblicasse i suoi lavori, decise di pubblicare autonomamente il suo lavoro e nel 2002 fonda la Albatross Exploding Funny Books; le sue autopubblicazioni catturarono l'attenzione della Dark Horse Comics che nel 2003 iniziò a pubblicare The Goon come periodico mensile.
Nel corso della sua carriera Powell ha vinto quattro Premi Eisner proprio grazie a The Goon e nel 2011 è stato realizzato un cortometraggio omonimo.

## Personaggi principali

### Goon
Goon è un orfano cresciuto da sua zia Kizzie, una donna che si esibiva come forzuta in un circo itinerante, e passa la prima parte della sua infanzia lavorando nel circo aiutando come può.
Quando il boss mafioso Labrazio si nascose nel circo, Goon si intrufolò nel carrozzone dove si era sistemato poiché incuriosito dalla reputazione dell'uomo: Labrazio gli mostrò allora un libretto che conteneva i nomi di tutte le persone a cui aveva fatto un favore, dei suoi nemici e di tutti quelli che gli dovevano dei soldi. La polizia, tuttavia, riuscì a rintracciare il malavitoso e a circondare il carrozzone: nella sparatoria che seguì il gangster si fece scudo col piccolo Goon e sparò a zia Kizzie, che stava tentando di proteggere il bambino, uccidendola. Quando Labrazio definì Kizzie una "stupida vacca"  per il gesto compiuto, Goon perse il controllo e fracassò il cranio del malavitoso con una roccia; sostenendo che il gangster gli doveva qualcosa, Goon prese il suo libretto e il suo cappello nonché il controllo dei suoi affari spacciandosi come suo braccio destro. Estorcendo soldi ai commercianti in cambio di protezione, si sbarazzò dei debitori fannulloni e a chi gli domandava dove fosse il suo capo raccontava che Labrazio era ancora vivo ma si stava nascondendo dai suoi nemici e dalla polizia.
Goon è un uomo con una fisionomia imponente e normalmente indossa pantaloni verdi, una maglietta bianca o nera e il cappello preso dal cadavere di Labrazio; a volte porta anche un maglione blu con righe verdi sulle maniche in ricordo dei giorni in cui giocava con la squadra di football della città. Ha gli occhi azzurri eccezion fatta per il sinistro, che è cieco, perso probabilmente quando si è procurato la cicatrice che deturpa il lato sinistro del volto e ha capelli castani tagliati corti quasi sempre coperti dal caratteristico cappello.

### Franky
Dopo aver ucciso Labrazio Goon incontra Franky, un ragazzino codardo molestato continuamente da alcuni bulletti di cui diventa velocemente il suo migliore amico quando picchia il capo dei bulli che lo tormentavano.
Goon coinvolge Franky nei suoi intenti criminali progettando di bruciare il negozio di un barbiere che si era rifiutato di pagare la protezione a Labrazio, ma durante il tentativo vengono attaccati da alcuni zombie. Franky, sebbene non credeva di esserne in grado, riesce ad ucciderne uno difendendosi e da quel momento sviluppa una personalità da duro e assume la posizione di braccio destro di Goon.
Franky di solito indossa un paio di pantaloni marroni con delle bretelle, una canottiera e calca un Fedora sulla sua testa pelata. I suoi occhi sono disegnati senza pupille. Franky non ha minimamente delle capacità fisiche paragonabili a quelle di Goon ma si è rivelato utile molte volte, più che altro guardando le spalle a Goon o fornendogli un paio di mani in più in caso di aiuto. La sua mossa preferita è piantare un coltello in un occhio all'avversario gridando "Occhio per occhio!" (in inglese "Knive to the eye!").

### Il Prete
La nemesi di Goon. Il Prete è un uomo misterioso che vive a Lonely Street, protetto da ogni lato dalle sue orde di non morti.
Il Prete Zombie, altre volte chiamato Il Senza Nome o con altri nomi, è immerso nell'occulto e sembra intenzionato a costruire la sua armata marcescente, forse per arrivare un giorno a conquistare l'umanità. Ha il volto grinzoso, l'aspetto piccolo, magro ed emaciato che ricorda quello di uno zombie ed indossa un cilindro viola con un volto umano scorticato cucito sopra. Le sue creazioni più numerose sono i cadaveri verdastri che occupano tutta Lonely Street, ma più di una volta è anche riuscito a rianimare un'enorme scimmia. Il male sembra essere attratto da lui: megere e orribili pipistrelli giganti, infatti, proteggono la sua fortezza e un demone dall'aspetto di capra gli presta consiglio quando necessario.
Recentemente si è scoperto come il Prete Zombie sia egli stesso una creatura demoniaca, forse la creatura che ha ispirato la storia di 
Tremotino, costretto a passare mille anni all'inferno dopo che una principessa scoprì il suo vero nome. Il vero nome del Prete è un segreto gelosamente custodito poiché chiunque lo conosce può esercitare un grande potere su di lui.

### Avvoltoio
Quando era ancora vivo Avvoltoio era lo sceriffo in una città dell'ovest finché non è arrivato il Prete Zombie presentandosi come missionario: essendo l'unico che dubitava delle parole e delle opere del Prete, Avvoltoio venne emarginato dalla sua gente e cadde in una spirale discendente di alcolismo alimentato dalla sua disperazione, mentre la città era stata colpita da una pestilenza che uccise tutti gli abitanti per poi farli risorgere dalle proprie tombe.
Dopo essere stato dileggiato dal Prete Zombie per non essere stato in grado di proteggere i suoi concittadini, lo sceriffo venne consumato dal fuoco della vendetta e si aprì una via di fuga macellando gli zombie che infestavano la città fino a piombare nel campo del Senza Nome. Il Prete, terrorizzato, tentò di usare le sue arti necromantiche contro lo sceriffo, ma invece che tramutarlo in zombie il suo incantesimo ebbe l'effetto inverso: egli, infatti, divenne un uomo divorato da una fame insaziabile per la carne dei morti, cosa che gli valse il nome di "Avvoltoio".
Negli anni che seguirono Avvoltoio inseguì il Prete per tutto il paese con l'unico scopo di vendicare la città che non era riuscito a proteggere. Quando l'inseguimento del Prete lo condusse in città, Avvoltoio strinse amicizia con Goon e Franky, salvandoli da un'imboscata degli zombie guidata da Lazlo, il braccio destro del Prete Zombie. Dopo aver raccontato loro la sua storia, li informò che era deciso a raggiungere la torre del Prete e, nonostante le proteste di Goon, continuò la sua caccia arrivando fino a Lonely Street. Lì Avvoltoio si trovò circondato da un'orda di zombie e combatté fino a scaricare le proprie pistole; quando l'ultimo colpo viene sparato, la vignetta diventa nera.

## Creature
- Zombie: sono i principali servitori del Prete. Ben pochi sembrano essere in grado di parlare o di compiere altri compiti complessi. Rianimati tramite la necromanzia, seguono esclusivamente gli ordini del Prete. Franky e Goon si riferiscono ad essi chiamandoli "smascellati" o "torte di vermi".
- Hobo: gli Hobo sono i signori cannibali che comandano la regione della foresta chiamata "Giungla degli Hobo". La cultura degli Hobo è completamente separata da quella del resto del mondo, tanto da avere un proprio linguaggio e il loro aspetto ricorda più quello dei cavernicoli che degli esseri umani.
- Bruno: robot costruiti dal dott. Hieronimus Alloy, tutti inspiegabilmente chiamati Bruno e distinti solamente dal numero che segue il nome. Questi droni hanno un aspetto fortemente rétro e sono equipaggiati con diverse armi che spaziano dai cannoni a raggi laser fino a guantoni da boxe.
- Fognaroli: una razza di grandi creature simili a delle scimmie che abitano le paludi attorno alla città. Sebbene la loro intelligenza sia bassa, è compensata da una forza smisurata che ha aperto a queste creature diverse carriere nell'ambiente criminale.
- La Milizia Aviotrasportata dei Molluschi Comunisti: uno squadrone di immensi polipi capaci di volare tramite delle mongolfiere personali. Sebbene dimostrino di avere un'intelligenza tale da poter parlare il francese e adoperare dei mezzi volanti, commettono l'errore di allearsi con il Prete Zombie. La Milizia viene sconfitta da Goon, Franky ed Hellboy che, uniti, li fanno saltare in aria sparando ai serbatoi di gas delle mongolfiere.